# Eugène Jerôme Lorrain
Eugène Jérôme Lorrain (Limonest, Roine, 21 d'abril de 1856 - 18 de desembre de 1924) fou un cantant d'òpera francès.
Ingressà en el Conservatori de París, i el 1878 aconseguí dos primers premis de cant; l'any següent feu el seu debut en el Teatre de l'Òpera amb Les Huguenots, i després de romandre a Itàlia durant alguns anys, retornà a París i fou contractat per l'Òpera còmica.